# Phyllonorycter tenebriosa
Phyllonorycter tenebriosa is een vlinder uit de familie van de mineermotten (Gracillariidae). De wetenschappelijke naam van de soort werd voor het eerst geldig gepubliceerd in 1967 door Kumata.